# Craniophora paragrapha
Craniophora paragrapha är en fjärilsart som beskrevs av Felder 1874. Craniophora paragrapha ingår i släktet Craniophora och familjen nattflyn. Inga underarter finns listade i Catalogue of Life.